# كربنة (هندسة تطبيقية)

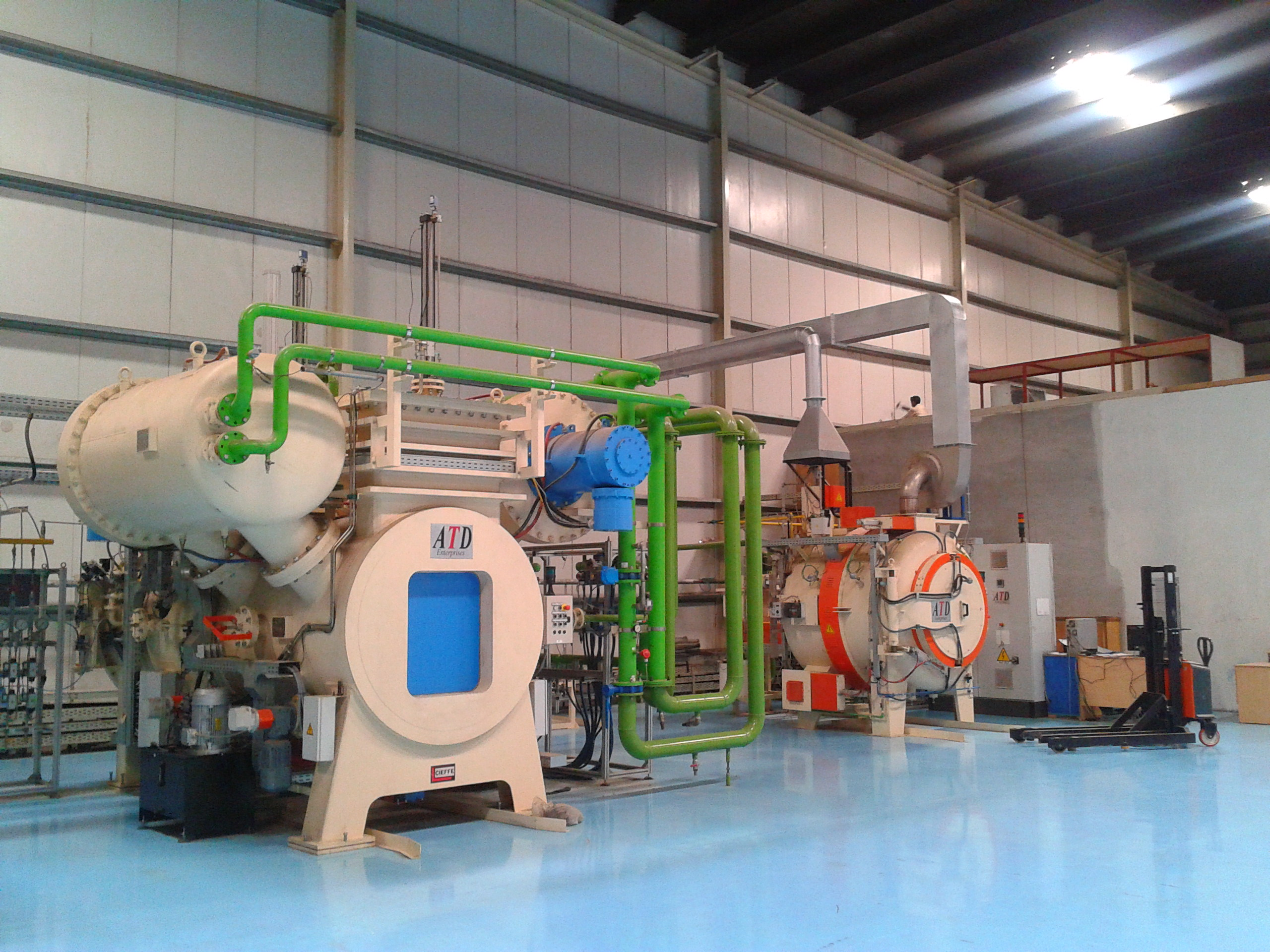
فرن كربنة الحديثة

الكربنة (بالإنجليزية: Carburizing)‏ أقدم طرق إشباع سطح الصلب بالكربون، وتستعمل للحصول على صلادة عالية ومقاومة للتآكل للطبقة السطحية، مع الاحتفاظ بقلب لين متين لعض الأجزاء كالتروس وبنز المكابس وحدبات الجذع الموزع.
وتتوقف نتائج الكربنة على العوامل الآتية :
1. تركيب الصلب.
2. تركيب الوسط المحتوى على الكربون (الوسط المكربن).
3. طريقة القيام بالعملية - درجة حرارة التسخين ومدة إبقاء الجزء عندها.
4. طابع المعاملة الحرارية بعد الكربنة.

تصنع الأجزاء التي يتم كربنتها من صلب ذى نسبة كربون منخفضة أو صلب سبائكي. ولما كانت عملية الكربنة تتم عند درجات حرارة أعلى من درجة حرارة تحول البنية الداخلية للسبيكة كاملة إلى أوستنيت أو أوستنيت مع سمنتيت مع إبقاء القطعة لمدة طويلة، فيفضل لتجنب نمو الحبيبات أن تصنع الأجزاء من صلب صغير الحبيبات. وتنقسم الكربنة حسب نوع المواد المستخدمة إلى كربنة صلبة وسائلة وغازية

## المصدر
- كتاب تكنولوجيا المعادن تأليف ا. ماليشيف - ج.نيكولاييف - ي.شوفالوف دار النشر دار مير للطباعة والنشر.